# Phyllonorycter lantanella
Phyllonorycter lantanella är en fjärilsart som först beskrevs av Franz Paula von Schrank 1802.  Phyllonorycter lantanella ingår i släktet guldmalar, och familjen styltmalar.
Artens utbredningsområde är:
- Österrike.
- Belgien.
- Luxemburg.
- Estland.
- Tjeckien.
- Slovakien.
- Finland.
- Frankrike.
- Tyskland.
- Ungern.
- Italien.
- Nederländerna.
- Polen.
- Rumänien.
- Spanien.
- Sverige.
- Schweiz.
- Turkiet.
- Ukraina.
- Kroatien.

Inga underarter finns listade i Catalogue of Life.

## Bildgalleri

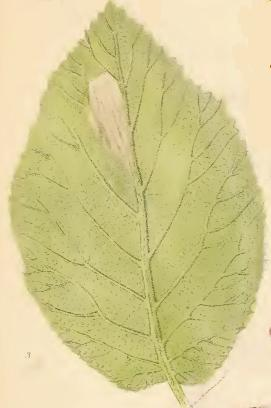
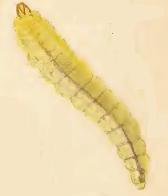